# Nada que declarar
Nada que declarar (Rien à déclarer en francés) es una comedia francobelga de 2010 dirigida y escrita por Dany Boon. El argumento se centra en los estereotipos nacionalistas entre belgas y franceses tras el establecimiento de la Unión Europea.

## Argumento
Ruben Vandevoorde (Benoît Poelvoorde) es un agente de aduanas que presiente que su puesto peligra cuando a partir del 1 de enero de 1993 se suprimen las fronteras políticas entre Francia y Bélgica tras la entrada de ambos países en la UE. Cabe destacar que el personaje muestra un exacerbado nacionalismo belga que provoca malestar tanto para los franceses que deben cruzar la frontera para trabajar, como para su superior (Éric Godon).  
Un día tras detener de manera ilegal a un francés que se dirigía al trabajo con intención de humillarle en la comisaría, su jefe, el cual decide crear una unidad móvil entre la policía de los dos países, le obliga a trabajar con un galo como escarmiento, pero debido a su fobia por estos, nadie quiere trabajar con él salvo Mathias Ducatel (Dany Boon), el cual resulta estar enamorado de la hermana de Vandevoorde (Julie Bernard). 
Una vez juntos deben dejar a un lado sus diferencias patrióticas para detener a unos narcotraficantes que intentan aprovechar las fronteras libres para introducir droga en el país.

## Reparto
- Benoît Poelvoorde es  Ruben Vandevoorde.
- Dany Boon es Mathias Ducatel.
- Karin Viard es Irène Janus.
- Éric Godon es Comisario Willems.
- Zinedine Soualem es Lucas.
- François Damiens es Jacques Janus.
- Philippe Magnan es Mercier.
- Guy Lecluyse es Grégory Brioul.
- Laurent Gamelon es Duval.
- Bruno Lochet es Tiburce.
- Nadège Beausson-Diagne es Nadia.
- Bouli Lanners es Bruno Vanuxem.
- Olivier Gourmet es Cura de Chimay.
- Bruno Moynot es Agente Estatal.
- Jean-Luc Couchard es Hermano de Vanuxem.
- Jean-Paul Dermont es Vandevoorde (Padre).
- Julie Bernard es Louise Vandevoorde.
- Laurent Cappeluto es el Ruso.
- Chritel Pedrinelli es Olivia Vandevoorde.
- Joachim Ledeganck es Léopold Vandevoorde.